# جون إرنست بيرغ
جون إرنست بيرغ (بالنرويجية البوكمول: Johan Ernst Berg)‏ هو سياسي نرويجي، ولد في 19 أكتوبر 1768 في النرويج، وتوفي في 15 أكتوبر 1828 في نفس البلد. انتخب عضو برلمان النرويج ‏.